# Olga Zaicik
Olga Zaicik (ur. 8 listopada 1921 w Łodzi, zm. 18 października 2013) – rumuńska tłumaczka polskiej literatury.

## Życiorys
Urodziła się w Łodzi, w rodzinie Manase Zayczyka, technika włókienniczego, i Jone (Jochwetei) z domu Landau. Od 1927 roku mieszkała z rodziną w Rumunii. Uczęszczała do szkoły podstawowej i średniej w Pitești (1928–1938), ukończyła Centralną Szkołę w Bukareszcie (1938–1940). Chciała studiować medycynę, ale przeszkodził jej w tym wybuch II wojny światowej. Ukończyła tylko Școala sanitară evreiască (Żydowską szkołę medyczną).
W latach 1944–1947 studiowała na Wydziale Literatury i Filozofii Uniwersytetu Bukaresztańskiego, specjalizując się w języku francuskim i literaturze. Obroniła dyplom rozprawą Le Sentiment de la mort chez Pascal. Po ukończeniu studiów pracowała w wydawnictwach jako redaktor oraz współpracowała z czasopismami. Była redaktorem w Państwowym Domu Wydawniczym (1948–1951), Państwowym Domu Wydawniczym Literatury i Sztuki (gdzie w 1959 została kierownikiem wydziału), Domu Wydawniczym Literatury Powszechnej (od 1965 jako kierownik wydziału literatury romańskiej) i Domu Wydawniczym Univers (od 1970).
W 1976 roku przeszła na emeryturę.

## Twórczość
Wydała 2 książki poświęcone literaturze polskiej: Pasiunea romantică (1965) i  Henryk Sienkiewicz (1972). Tłumaczyła nie tylko klasykę, ale również współczesną literaturę polską. Jej praca miała wpływ na zwiększenie popularności polskiej literatury w Rumunii.
Przetłumaczyła między innymi:
- Lesław Bartelski Oameni de dincolo de râu (Ludzie zza rzeki) 1954
- Danuta Bieńkowska Daniel în ghearele leului (Daniel w paszczy lwa)1961
- Michał Choromański Gelozie și medicină (Zazdrość i medycyna)1991
- Maria Dąbrowska Popa Filip (Ksiądz Filip)  1957
- Aleksander Fredro Răzbunarea (Zemsta)1958
- Witold Gombrowicz Ivona, principesa Burgundiei (Iwona, księżniczka Burgunda) 1975 Jurnal. Teatru (Dziennik. Teatr) 1988 Jurnal (Dziennik) 1998
- Roman Ingarden Studii de estetică (Studia z estetyki) 1978
- Jarosław Iwaszkiewicz Proză. în Maica Ioana a îngerilor (Proza. Matka Joanna od Aniołów) 1971 Îndrăgostiții din Marona (Kochankowie z Marony) 1972 în Povestiri muzicale (Opowiadania muzyczne) 1979
- Ryszard Kapuściński Agonia imperiului (Imperium) 1996
- Julian Kawalec Dansul eretelui. Caut casă (Tańczący Jastrząb. Szukam domu)1973
- Maria Konopnicka Natură moartă (Martwa natura)1960
- Józef Ignacy Kraszewski Meșterul Twardowski (Mistrz Twardowski) 1981
- Maria Krüger Mărgică albastră (Karolcia)1973
- Maria Kuncewiczowa Străina (Cudzoziemka)1974
- Andrzej Kuśniewicz Lecția de limbă moartă (Lekcja martwego języka) 1985 Regele celor două Sicilii. Lecția de limbă moartă (Królestwo Obojga Sycylii. Lekcja martwego języka)1998
- Czesław Miłosz Valea Issei (Dolina Issy) 2000
- Sławomir Mrożek Fuga în sud (Ucieczka na południe) 1970
- Zofia Nałkowska Dragostea Teresei Hennert (Romans Terest Hennert) 1979
- Eliza Orzeszkowa Julianka (Julianka) 1962
- Bolesław Prus Soartă de orfan (Sieroca dola)1954
- Jerzy Putrament Realitatea (Rzeczywistość) 1950
- Henryk Sienkiewicz Potopul I–V (Potop) 1969
- Olga Tokarczuk Străveacul și alte vremi (Prawiek i inne czasy) 2002
- Michał Walicki Vermeer 1972
- Stanisław Ignacy Witkiewicz Gyubal Wahazar sau în labirinturile nonsensului (Gyubal Wahazar – czyli Na przełęczach bezsensu) 1998 Teatru (Teatr) 1998
- Andrzej Zaniewski Șobolanul (Szczur) 1995
- Wojciech Żukrowski Nopțile Ariadnei (Noce Ariadny) 1983

## Ordery i odznaczenia
- Krzyż Kawalerski Orderu Zasługi Rzeczypospolitej Polskiej (1999)[4]
- Złoty Krzyż Zasługi (1970)
- Oficer Orderu Zasługi (Rumunia, 2000)

## Nagrody i wyróżnienia
- Amicus Poloniae (1976)
- Nagroda literacka Stowarzyszenia Autorów ZAiKS dla tłumaczy (1980)[5]